# Pandemia de COVID-19 en Irak
El primer caso de la pandemia de COVID-19 en Irak ocurrió el 22 de febrero del 2020, causada por el coronavirus 2 del síndrome respiratorio agudo severo (SARS-CoV-2). Durante la pandemia, Irak informó sus primeros casos confirmados de SARS-CoV-2 infecciones por el 22 de febrero en Náyaf. En abril, el número de casos confirmados había excedido la marca de cien en Bagdad, Basora, Sulaymaniyah, Erbil y Náyaf.
Si bien se ha evaluado al 0,25% de la población de KRG, solo se ha realizado la prueba al 0,05% del resto del país, lo que destaca la posible disparidad entre el número total de casos positivos entre las regiones. Irak es considerado "especialmente vulnerable a la epidemia debido a que ha sido devastado" por la guerra y las sanciones de las Naciones Unidas y por los conflictos sectarios de las últimas tres décadas.
Hasta el 20 de febrero de 2022, se contabiliza la cifra de 2,291,170 casos confirmados, 24,858 fallecidos y 2,220,705 pacientes recuperados del virus.

## Antecedentes
La enfermedad está estigmatizada en Irak, y existe la preocupación de que esto desaliente a muchos iraquíes a buscar atención médica y hacerse la prueba, lo que puede dar como resultado un recuento insuficiente de casos. La cuarentena conlleva un estigma adicional.  Además, las autoridades temen que la tradición de lavar el cuerpo después de la muerte pueda aumentar la propagación de COVID-19.

## Cronología

### Febrero 2020
El 22 de febrero se informó de un caso sospechoso en la provincia de Di Car en Irak que luego se confirmó que era positivo según un centro médico local, pero esto fue negado por el Ministerio de Salud iraquí. Al día siguiente, el 24 de febrero, denunciaron el primer caso oficial en Najaf. El caso detectado fue un estudiante de estudios religiosos iraní en la ciudad de Najaf, a unos 160 km (99 millas) al sur de la capital iraquí, Bagdad y este caso fue confirmado después de las pruebas de laboratorio realizadas durante el día.

### Marzo 2020
El primer caso de infección por COVID-19 en el Kurdistán iraquí se confirmó el 1 de marzo.
| Casos de COVID-19 en Irak Muertes Recuperaciones Casos activos febmarabrmayjunjulagosepoctÚltimos 15 días | Casos de COVID-19 en Irak Muertes Recuperaciones Casos activos febmarabrmayjunjulagosepoctÚltimos 15 días | Casos de COVID-19 en Irak Muertes Recuperaciones Casos activos febmarabrmayjunjulagosepoctÚltimos 15 días | Casos de COVID-19 en Irak Muertes Recuperaciones Casos activos febmarabrmayjunjulagosepoctÚltimos 15 días | Casos de COVID-19 en Irak Muertes Recuperaciones Casos activos febmarabrmayjunjulagosepoctÚltimos 15 días |
| --- | --- | --- | --- | --- |
| Fecha | Fecha | | N.º de casos                                                                                              | N.º de casos                                                                                              |
| 2020-02-24                                                                                                | 2020-02-24                                                                                                | | 1(—) | |
| ⋮ | ⋮ | | 1(=) | |
| 2020-03-01                                                                                                | 2020-03-01                                                                                                | | 8(+700%)                                                                                                  | |
| 2020-03-02                                                                                                | 2020-03-02                                                                                                | | 9(+12%)                                                                                                   | |
| 2020-03-03                                                                                                | 2020-03-03                                                                                                | | 9(=) | |
| 2020-03-04                                                                                                | 2020-03-04                                                                                                | | 32(+256%)                                                                                                 | |
| ⋮ | ⋮ | | 32(=) | |
| 2020-03-09                                                                                                | 2020-03-09                                                                                                | | 67(+109%)                                                                                                 | |
| 2020-03-10                                                                                                | 2020-03-10                                                                                                | | 71(+6%)                                                                                                   | |
| 2020-03-11                                                                                                | 2020-03-11                                                                                                | | 71(=) | |
| 2020-03-12                                                                                                | 2020-03-12                                                                                                | | 79(+11%)                                                                                                  | |
| 2020-03-13                                                                                                | 2020-03-13                                                                                                | | 79(=) | |
| 2020-03-14                                                                                                | 2020-03-14                                                                                                | | 110(+39%)                                                                                                 | |
| 2020-03-15                                                                                                | 2020-03-15                                                                                                | | 124(+13%)                                                                                                 | |
| 2020-03-16                                                                                                | 2020-03-16                                                                                                | | 133(+7,3%)                                                                                                | |
| 2020-03-17                                                                                                | 2020-03-17                                                                                                | | 154(+16%)                                                                                                 | |
| 2020-03-18                                                                                                | 2020-03-18                                                                                                | | 164(+6,5%)                                                                                                | |
| 2020-03-19                                                                                                | 2020-03-19                                                                                                | | 192(+17%)                                                                                                 | |
| 2020-03-20                                                                                                | 2020-03-20                                                                                                | | 208(+8,3%)                                                                                                | |
| 2020-03-21                                                                                                | 2020-03-21                                                                                                | | 214(+2,9%)                                                                                                | |
| 2020-03-22                                                                                                | 2020-03-22                                                                                                | | 233(+8,9%)                                                                                                | |
| 2020-03-23                                                                                                | 2020-03-23                                                                                                | | 266(+14%)                                                                                                 | |
| 2020-03-24                                                                                                | 2020-03-24                                                                                                | | 316(+19%)                                                                                                 | |
| 2020-03-25                                                                                                | 2020-03-25                                                                                                | | 346(+9,5%)                                                                                                | |
| 2020-03-26                                                                                                | 2020-03-26                                                                                                | | 382(+10%)                                                                                                 | |
| 2020-03-27                                                                                                | 2020-03-27                                                                                                | | 458(+20%)                                                                                                 | |
| 2020-03-28                                                                                                | 2020-03-28                                                                                                | | 506(+10%)                                                                                                 | |
| 2020-03-29                                                                                                | 2020-03-29                                                                                                | | 547(+8,1%)                                                                                                | |
| 2020-03-30                                                                                                | 2020-03-30                                                                                                | | 630(+15%)                                                                                                 | |
| 2020-03-31                                                                                                | 2020-03-31                                                                                                | | 695(+10%)                                                                                                 | |
| 2020-04-01                                                                                                | 2020-04-01                                                                                                | | 728(+4,7%)                                                                                                | |
| 2020-04-02                                                                                                | 2020-04-02                                                                                                | | 772(+6%)                                                                                                  | |
| 2020-04-03                                                                                                | 2020-04-03                                                                                                | | 820(+6,2%)                                                                                                | |
| 2020-04-04                                                                                                | 2020-04-04                                                                                                | | 878(+7,1%)                                                                                                | |
| 2020-04-05                                                                                                | 2020-04-05                                                                                                | | 961(+9,5%)                                                                                                | |
| 2020-04-06                                                                                                | 2020-04-06                                                                                                | | 1031(+7,3%)                                                                                               | |
| 2020-04-07                                                                                                | 2020-04-07                                                                                                | | 1122(+8,8%)                                                                                               | |
| 2020-04-08                                                                                                | 2020-04-08                                                                                                | | 1202(+7,1%)                                                                                               | |
| 2020-04-09                                                                                                | 2020-04-09                                                                                                | | 1232(+2,5%)                                                                                               | |
| 2020-04-10                                                                                                | 2020-04-10                                                                                                | | 1279(+3,8%)                                                                                               | |
| 2020-04-11                                                                                                | 2020-04-11                                                                                                | | 1318(+3%)                                                                                                 | |
| 2020-04-12                                                                                                | 2020-04-12                                                                                                | | 1352(+2,6%)                                                                                               | |
| 2020-04-13                                                                                                | 2020-04-13                                                                                                | | 1378(+1,9%)                                                                                               | |
| 2020-04-14                                                                                                | 2020-04-14                                                                                                | | 1400(+1,6%)                                                                                               | |
| 2020-04-15                                                                                                | 2020-04-15                                                                                                | | 1415(+1,1%)                                                                                               | |
| 2020-04-16                                                                                                | 2020-04-16                                                                                                | | 1434(+1,3%)                                                                                               | |
| 2020-04-17                                                                                                | 2020-04-17                                                                                                | | 1482(+3,3%)                                                                                               | |
| 2020-04-18                                                                                                | 2020-04-18                                                                                                | | 1513(+2,1%)                                                                                               | |
| 2020-04-19                                                                                                | 2020-04-19                                                                                                | | 1539(+1,7%)                                                                                               | |
| 2020-04-20                                                                                                | 2020-04-20                                                                                                | | 1574(+2,3%)                                                                                               | |
| 2020-04-21                                                                                                | 2020-04-21                                                                                                | | 1602(+1,8%)                                                                                               | |
| 2020-04-22                                                                                                | 2020-04-22                                                                                                | | 1631(+1,8%)                                                                                               | |
| 2020-04-23                                                                                                | 2020-04-23                                                                                                | | 1677(+2,8%)                                                                                               | |
| 2020-04-24                                                                                                | 2020-04-24                                                                                                | | 1708(+1,8%)                                                                                               | |
| 2020-04-25                                                                                                | 2020-04-25                                                                                                | | 1763(+3,2%)                                                                                               | |
| 2020-04-26                                                                                                | 2020-04-26                                                                                                | | 1820(+3,2%)                                                                                               | |
| 2020-04-27                                                                                                | 2020-04-27                                                                                                | | 1847(+1,5%)                                                                                               | |
| 2020-04-28                                                                                                | 2020-04-28                                                                                                | | 1928(+4,4%)                                                                                               | |
| 2020-04-29                                                                                                | 2020-04-29                                                                                                | | 2003(+3,9%)                                                                                               | |
| 2020-04-30                                                                                                | 2020-04-30                                                                                                | | 2085(+4,1%)                                                                                               | |
| 2020-05-01                                                                                                | 2020-05-01                                                                                                | | 2153(+3,3%)                                                                                               | |
| 2020-05-02                                                                                                | 2020-05-02                                                                                                | | 2219(+3,1%)                                                                                               | |
| 2020-05-03                                                                                                | 2020-05-03                                                                                                | | 2296(+3,5%)                                                                                               | |
| 2020-05-04                                                                                                | 2020-05-04                                                                                                | | 2346(+2,2%)                                                                                               | |
| 2020-05-05                                                                                                | 2020-05-05                                                                                                | | 2431(+3,6%)                                                                                               | |
| 2020-05-06                                                                                                | 2020-05-06                                                                                                | | 2480(+2%)                                                                                                 | |
| 2020-05-07                                                                                                | 2020-05-07                                                                                                | | 2543(+2,5%)                                                                                               | |
| 2020-05-08                                                                                                | 2020-05-08                                                                                                | | 2603(+2,4%)                                                                                               | |
| 2020-05-09                                                                                                | 2020-05-09                                                                                                | | 2679(+2,9%)                                                                                               | |
| 2020-05-10                                                                                                | 2020-05-10                                                                                                | | 2767(+3,3%)                                                                                               | |
| 2020-05-11                                                                                                | 2020-05-11                                                                                                | | 2818(+1,8%)                                                                                               | |
| 2020-05-12                                                                                                | 2020-05-12                                                                                                | | 2913(+3,4%)                                                                                               | |
| 2020-05-13                                                                                                | 2020-05-13                                                                                                | | 3032(+4,1%)                                                                                               | |
| 2020-05-14                                                                                                | 2020-05-14                                                                                                | | 3143(+3,7%)                                                                                               | |
| 2020-05-15                                                                                                | 2020-05-15                                                                                                | | 3193(+1,6%)                                                                                               | |
| 2020-05-16                                                                                                | 2020-05-16                                                                                                | | 3260(+2,1%)                                                                                               | |
| 2020-05-17                                                                                                | 2020-05-17                                                                                                | | 3404(+4,4%)                                                                                               | |
| 2020-05-18                                                                                                | 2020-05-18                                                                                                | | 3554(+4,4%)                                                                                               | |
| 2020-05-19                                                                                                | 2020-05-19                                                                                                | | 3611(+1,6%)                                                                                               | |
| 2020-05-20                                                                                                | 2020-05-20                                                                                                | | 3724(+3,1%)                                                                                               | |
| 2020-05-21                                                                                                | 2020-05-21                                                                                                | | 3877(+4,1%)                                                                                               | |
| 2020-05-22                                                                                                | 2020-05-22                                                                                                | | 3964(+2,2%)                                                                                               | |
| 2020-05-23                                                                                                | 2020-05-23                                                                                                | | 4272(+7,8%)                                                                                               | |
| 2020-05-24                                                                                                | 2020-05-24                                                                                                | | 4469(+4,6%)                                                                                               | |
| 2020-05-25                                                                                                | 2020-05-25                                                                                                | | 4632(+3,6%)                                                                                               | |
| 2020-05-26                                                                                                | 2020-05-26                                                                                                | | 4848(+4,7%)                                                                                               | |
| 2020-05-27                                                                                                | 2020-05-27                                                                                                | | 5135(+5,9%)                                                                                               | |
| 2020-05-28                                                                                                | 2020-05-28                                                                                                | | 5457(+6,3%)                                                                                               | |
| 2020-05-29                                                                                                | 2020-05-29                                                                                                | | 5873(+7,6%)                                                                                               | |
| 2020-05-30                                                                                                | 2020-05-30                                                                                                | | 6179(+5,2%)                                                                                               | |
| 2020-05-31                                                                                                | 2020-05-31                                                                                                | | 6439(+4,2%)                                                                                               | |
| 2020-06-01                                                                                                | 2020-06-01                                                                                                | | 6868(+6,7%)                                                                                               | |
| 2020-06-02                                                                                                | 2020-06-02                                                                                                | | 7387(+7,6%)                                                                                               | |
| 2020-06-03                                                                                                | 2020-06-03                                                                                                | | 8168(+11%)                                                                                                | |
| 2020-06-04                                                                                                | 2020-06-04                                                                                                | | 8840(+8,2%)                                                                                               | |
| 2020-06-05                                                                                                | 2020-06-05                                                                                                | | 9846(+11%)                                                                                                | |
| 2020-06-06                                                                                                | 2020-06-06                                                                                                | | 11 098(+13%)                                                                                              | |
| 2020-06-07                                                                                                | 2020-06-07                                                                                                | | 12 366(+11%)                                                                                              | |
| 2020-06-08                                                                                                | 2020-06-08                                                                                                | | 13 481(+9%)                                                                                               | |
| 2020-06-09                                                                                                | 2020-06-09                                                                                                | | 14 268(+5,8%)                                                                                             | |
| 2020-06-10                                                                                                | 2020-06-10                                                                                                | | 15 414(+8%)                                                                                               | |
| 2020-06-11                                                                                                | 2020-06-11                                                                                                | | 16 675(+8,2%)                                                                                             | |
| 2020-06-12                                                                                                | 2020-06-12                                                                                                | | 17 770(+6,6%)                                                                                             | |
| 2020-06-13                                                                                                | 2020-06-13                                                                                                | | 18 950(+6,6%)                                                                                             | |
| 2020-06-14                                                                                                | 2020-06-14                                                                                                | | 20 209(+6,6%)                                                                                             | |
| 2020-06-15                                                                                                | 2020-06-15                                                                                                | | 21 315(+5,5%)                                                                                             | |
| 2020-06-16                                                                                                | 2020-06-16                                                                                                | | 22 700(+6,5%)                                                                                             | |
| 2020-06-17                                                                                                | 2020-06-17                                                                                                | | 24 254(+6,8%)                                                                                             | |
| 2020-06-18                                                                                                | 2020-06-18                                                                                                | | 25 717(+6%)                                                                                               | |
| 2020-06-19                                                                                                | 2020-06-19                                                                                                | | 27 352(+6,4%)                                                                                             | |
| 2020-06-20                                                                                                | 2020-06-20                                                                                                | | 29 222(+6,8%)                                                                                             | |
| 2020-06-21                                                                                                | 2020-06-21                                                                                                | | 30 868(+5,6%)                                                                                             | |
| 2020-06-22                                                                                                | 2020-06-22                                                                                                | | 32 676(+5,9%)                                                                                             | |
| 2020-06-23                                                                                                | 2020-06-23                                                                                                | | 34 502(+5,6%)                                                                                             | |
| 2020-06-24                                                                                                | 2020-06-24                                                                                                | | 36 702(+6,4%)                                                                                             | |
| 2020-06-25                                                                                                | 2020-06-25                                                                                                | | 39 139(+6,6%)                                                                                             | |
| 2020-06-26                                                                                                | 2020-06-26                                                                                                | | 41 193(+5,2%)                                                                                             | |
| 2020-06-27                                                                                                | 2020-06-27                                                                                                | | 43 262(+5%)                                                                                               | |
| 2020-06-28                                                                                                | 2020-06-28                                                                                                | | 45 402(+4,9%)                                                                                             | |
| 2020-06-29                                                                                                | 2020-06-29                                                                                                | | 47 151(+3,9%)                                                                                             | |
| 2020-06-30                                                                                                | 2020-06-30                                                                                                | | 49 109(+4,2%)                                                                                             | |
| 2020-07-01                                                                                                | 2020-07-01                                                                                                | | 51 524(+4,9%)                                                                                             | |
| 2020-07-02                                                                                                | 2020-07-02                                                                                                | | 53 708(+4,2%)                                                                                             | |
| 2020-07-03                                                                                                | 2020-07-03                                                                                                | | 56 020(+4,3%)                                                                                             | |
| 2020-07-04                                                                                                | 2020-07-04                                                                                                | | 58 354(+4,2%)                                                                                             | |
| 2020-07-05                                                                                                | 2020-07-05                                                                                                | | 60 479(+3,6%)                                                                                             | |
| 2020-07-06                                                                                                | 2020-07-06                                                                                                | | 62 275(+3%)                                                                                               | |
| 2020-07-07                                                                                                | 2020-07-07                                                                                                | | 64 701(+3,9%)                                                                                             | |
| 2020-07-08                                                                                                | 2020-07-08                                                                                                | | 67 442(+4,2%)                                                                                             | |
| 2020-07-09                                                                                                | 2020-07-09                                                                                                | | 69 612(+3,2%)                                                                                             | |
| 2020-07-10                                                                                                | 2020-07-10                                                                                                | | 72 460(+4,1%)                                                                                             | |
| 2020-07-11                                                                                                | 2020-07-11                                                                                                | | 75 194(+3,8%)                                                                                             | |
| 2020-07-12                                                                                                | 2020-07-12                                                                                                | | 77 506(+3,1%)                                                                                             | |
| 2020-07-13                                                                                                | 2020-07-13                                                                                                | | 79 735(+2,9%)                                                                                             | |
| 2020-07-14                                                                                                | 2020-07-14                                                                                                | | 81 800(+2,6%)                                                                                             | |
| 2020-07-15                                                                                                | 2020-07-15                                                                                                | | 83 825(+2,5%)                                                                                             | |
| 2020-07-16                                                                                                | 2020-07-16                                                                                                | | 86 148(+2,8%)                                                                                             | |
| 2020-07-17                                                                                                | 2020-07-17                                                                                                | | 88 171(+2,3%)                                                                                             | |
| 2020-07-18                                                                                                | 2020-07-18                                                                                                | | 90 220(+2,3%)                                                                                             | |
| 2020-07-19                                                                                                | 2020-07-19                                                                                                | | 92 424(+2,4%)                                                                                             | |
| 2020-07-20                                                                                                | 2020-07-20                                                                                                | | 94 693(+2,5%)                                                                                             | |
| 2020-07-21                                                                                                | 2020-07-21                                                                                                | | 97 159(+2,6%)                                                                                             | |
| 2020-07-22                                                                                                | 2020-07-22                                                                                                | | 99 865(+2,8%)                                                                                             | |
| 2020-07-23                                                                                                | 2020-07-23                                                                                                | | 102 226(+2,4%)                                                                                            | |
| 2020-07-24                                                                                                | 2020-07-24                                                                                                | | 104 711(+2,4%)                                                                                            | |
| 2020-07-25                                                                                                | 2020-07-25                                                                                                | | 107 573(+2,7%)                                                                                            | |
| 2020-07-26                                                                                                | 2020-07-26                                                                                                | | 110 032(+2,3%)                                                                                            | |
| 2020-07-27                                                                                                | 2020-07-27                                                                                                | | 112 585(+2,3%)                                                                                            | |
| 2020-07-28                                                                                                | 2020-07-28                                                                                                | | 115 332(+2,4%)                                                                                            | |
| 2020-07-29                                                                                                | 2020-07-29                                                                                                | | 118 300(+2,6%)                                                                                            | |
| 2020-07-30                                                                                                | 2020-07-30                                                                                                | | 121 263(+2,5%)                                                                                            | |
| 2020-07-31                                                                                                | 2020-07-31                                                                                                | | 124 609(+2,8%)                                                                                            | |
| 2020-08-01                                                                                                | 2020-08-01                                                                                                | | 126 704(+1,7%)                                                                                            | |
| 2020-08-02                                                                                                | 2020-08-02                                                                                                | | 129 151(+1,9%)                                                                                            | |
| 2020-08-03                                                                                                | 2020-08-03                                                                                                | | 131 886(+2,1%)                                                                                            | |
| 2020-08-04                                                                                                | 2020-08-04                                                                                                | | 134 722(+2,2%)                                                                                            | |
| 2020-08-05                                                                                                | 2020-08-05                                                                                                | | 137 556(+2,1%)                                                                                            | |
| 2020-08-06                                                                                                | 2020-08-06                                                                                                | | 140 603(+2,2%)                                                                                            | |
| 2020-08-07                                                                                                | 2020-08-07                                                                                                | | 144 064(+2,5%)                                                                                            | |
| 2020-08-08                                                                                                | 2020-08-08                                                                                                | | 147 389(+2,3%)                                                                                            | |
| 2020-08-09                                                                                                | 2020-08-09                                                                                                | | 150 115(+1,8%)                                                                                            | |
| 2020-08-10                                                                                                | 2020-08-10                                                                                                | | 153 599(+2,3%)                                                                                            | |
| 2020-08-11                                                                                                | 2020-08-11                                                                                                | | 156 995(+2,2%)                                                                                            | |
| 2020-08-12                                                                                                | 2020-08-12                                                                                                | | 160 436(+2,2%)                                                                                            | |
| 2020-08-13                                                                                                | 2020-08-13                                                                                                | | 164 277(+2,4%)                                                                                            | |
| 2020-08-14                                                                                                | 2020-08-14                                                                                                | | 168 290(+2,4%)                                                                                            | |
| 2020-08-15                                                                                                | 2020-08-15                                                                                                | | 172 583(+2,6%)                                                                                            | |
| 2020-08-16                                                                                                | 2020-08-16                                                                                                | | 176 931(+2,5%)                                                                                            | |
| 2020-08-17                                                                                                | 2020-08-17                                                                                                | | 180 133(+1,8%)                                                                                            | |
| 2020-08-18                                                                                                | 2020-08-18                                                                                                | | 184 709(+2,5%)                                                                                            | |
| 2020-08-19                                                                                                | 2020-08-19                                                                                                | | 188 802(+2,2%)                                                                                            | |
| 2020-08-20                                                                                                | 2020-08-20                                                                                                | | 192 797(+2,1%)                                                                                            | |
| 2020-08-21                                                                                                | 2020-08-21                                                                                                | | 197 085(+2,2%)                                                                                            | |
| 2020-08-22                                                                                                | 2020-08-22                                                                                                | | 201 050(+2%)                                                                                              | |
| 2020-08-23                                                                                                | 2020-08-23                                                                                                | | 204 341(+1,6%)                                                                                            | |
| 2020-08-24                                                                                                | 2020-08-24                                                                                                | | 207 985(+1,8%)                                                                                            | |
| 2020-08-25                                                                                                | 2020-08-25                                                                                                | | 211 947(+1,9%)                                                                                            | |
| 2020-08-26                                                                                                | 2020-08-26                                                                                                | | 215 784(+1,8%)                                                                                            | |
| 2020-08-27                                                                                                | 2020-08-27                                                                                                | | 219 435(+1,7%)                                                                                            | |
| 2020-08-28                                                                                                | 2020-08-28                                                                                                | | 223 162(+1,7%)                                                                                            | |
| 2020-08-29                                                                                                | 2020-08-29                                                                                                | | 227 446(+1,9%)                                                                                            | |
| 2020-08-30                                                                                                | 2020-08-30                                                                                                | | 231 177(+1,6%)                                                                                            | |
| 2020-08-31                                                                                                | 2020-08-31                                                                                                | | 234 934(+1,6%)                                                                                            | |
| 2020-09-01                                                                                                | 2020-09-01                                                                                                | | 238 338(+1,4%)                                                                                            | |
| 2020-09-02                                                                                                | 2020-09-02                                                                                                | | 242 284(+1,7%)                                                                                            | |
| 2020-09-03                                                                                                | 2020-09-03                                                                                                | | 247 039(+2%)                                                                                              | |
| 2020-09-04                                                                                                | 2020-09-04                                                                                                | | 252 075(+2%)                                                                                              | |
| 2020-09-05                                                                                                | 2020-09-05                                                                                                | | 256 719(+1,8%)                                                                                            | |
| 2020-09-06                                                                                                | 2020-09-06                                                                                                | | 260 370(+1,4%)                                                                                            | |
| 2020-09-07                                                                                                | 2020-09-07                                                                                                | | 264 684(+1,7%)                                                                                            | |
| 2020-09-08                                                                                                | 2020-09-08                                                                                                | | 269 578(+1,8%)                                                                                            | |
| 2020-09-09                                                                                                | 2020-09-09                                                                                                | | 273 821(+1,6%)                                                                                            | |
| 2020-09-10                                                                                                | 2020-09-10                                                                                                | | 278 418(+1,7%)                                                                                            | |
| 2020-09-11                                                                                                | 2020-09-11                                                                                                | | 282 672(+1,5%)                                                                                            | |
| 2020-09-12                                                                                                | 2020-09-12                                                                                                | | 286 778(+1,5%)                                                                                            | |
| 2020-09-13                                                                                                | 2020-09-13                                                                                                | | 290 309(+1,2%)                                                                                            | |
| 2020-09-14                                                                                                | 2020-09-14                                                                                                | | 294 478(+1,4%)                                                                                            | |
| 2020-09-15                                                                                                | 2020-09-15                                                                                                | | 298 702(+1,4%)                                                                                            | |
| 2020-09-16                                                                                                | 2020-09-16                                                                                                | | 303 059(+1,5%)                                                                                            | |
| 2020-09-17                                                                                                | 2020-09-17                                                                                                | | 307 385(+1,4%)                                                                                            | |
| 2020-09-18                                                                                                | 2020-09-18                                                                                                | | 311 690(+1,4%)                                                                                            | |
| 2020-09-19                                                                                                | 2020-09-19                                                                                                | | 315 597(+1,3%)                                                                                            | |
| 2020-09-20                                                                                                | 2020-09-20                                                                                                | | 319 035(+1,1%)                                                                                            | |
| 2020-09-21                                                                                                | 2020-09-21                                                                                                | | 322 856(+1,2%)                                                                                            | |
| 2020-09-22                                                                                                | 2020-09-22                                                                                                | | 327 580(+1,5%)                                                                                            | |
| 2020-09-23                                                                                                | 2020-09-23                                                                                                | | 332 635(+1,5%)                                                                                            | |
| 2020-09-24                                                                                                | 2020-09-24                                                                                                | | 337 106(+1,3%)                                                                                            | |
| 2020-09-25                                                                                                | 2020-09-25                                                                                                | | 341 699(+1,4%)                                                                                            | |
| 2020-09-26                                                                                                | 2020-09-26                                                                                                | | 345 969(+1,2%)                                                                                            | |
| 2020-09-27                                                                                                | 2020-09-27                                                                                                | | 349 450(+1%)                                                                                              | |
| 2020-09-28                                                                                                | 2020-09-28                                                                                                | | 353 566(+1,2%)                                                                                            | |
| 2020-09-29                                                                                                | 2020-09-29                                                                                                | | 358 290(+1,3%)                                                                                            | |
| 2020-09-30                                                                                                | 2020-09-30                                                                                                | | 362 981(+1,3%)                                                                                            | |
| 2020-10-01                                                                                                | 2020-10-01                                                                                                | | 367 474(+1,2%)                                                                                            | |
| 2020-10-02                                                                                                | 2020-10-02                                                                                                | | 372 259(+1,3%)                                                                                            | |
| 2020-10-03                                                                                                | 2020-10-03                                                                                                | | 375 931(+0,99%)                                                                                           | |
| 2020-10-04                                                                                                | 2020-10-04                                                                                                | | 379 141(+0,85%)                                                                                           | |
| 2020-10-05                                                                                                | 2020-10-05                                                                                                | | 382 949(+1%)                                                                                              | |
| 2020-10-06                                                                                                | 2020-10-06                                                                                                | | 387 121(+1,1%)                                                                                            | |
| 2020-10-07                                                                                                | 2020-10-07                                                                                                | | 391 044(+1%)                                                                                              | |
| 2020-10-08                                                                                                | 2020-10-08                                                                                                | | 394 566(+0,9%)                                                                                            | |
| 2020-10-09                                                                                                | 2020-10-09                                                                                                | | 397 780(+0,81%)                                                                                           | |
| 2020-10-10                                                                                                | 2020-10-10                                                                                                | | 400 124(+0,59%)                                                                                           | |
| 2020-10-11                                                                                                | 2020-10-11                                                                                                | | 402 330(+0,55%)                                                                                           | |
| 2020-10-12                                                                                                | 2020-10-12                                                                                                | | 405 437(+0,77%)                                                                                           | |
| 2020-10-13                                                                                                | 2020-10-13                                                                                                | | 409 358(+0,97%)                                                                                           | |
| 2020-10-14                                                                                                | 2020-10-14                                                                                                | | 413 215(+0,94%)                                                                                           | |
| 2020-10-15                                                                                                | 2020-10-15                                                                                                | | 416 802(+0,87%)                                                                                           | |
| 2020-10-16                                                                                                | 2020-10-16                                                                                                | | 420 303(+0,84%)                                                                                           | |
| 2020-10-17                                                                                                | 2020-10-17                                                                                                | | 423 527(+0,77%)                                                                                           | |
| 2020-10-18                                                                                                | 2020-10-18                                                                                                | | 426 634(+0,73%)                                                                                           | |
| 2020-10-19                                                                                                | 2020-10-19                                                                                                | | 430 678(+0,95%)                                                                                           | |
| 2020-10-20                                                                                                | 2020-10-20                                                                                                | | 434 598(+0,91%)                                                                                           | |
| Sources: Ministry of Health                                                                               | | | | |

Fuerzas de seguridad iraquíes con máscaras protectoras durante el traslado de un aeródromo en marzo de 2020. Se informó que el predicador del distrito de Sulaymaniyah tenía insuficiencia cardíaca crónica y condiciones subyacentes de asma además de la enfermedad por coronavirus. Al día siguiente, su hijo anunció que el predicador no había visitado Irán recientemente.
El 4 de marzo, el portavoz del Ministerio de Salud del país, Saif Al-Badr, también confirmó una segunda muerte en Bagdad y 32 casos del virus. La primera recuperación se informó el 6 de marzo. El 9 de marzo se anunció la séptima muerte, que fue la primera muerte en Basora. El número de casos también aumentó a 67. Al día siguiente, se informaron dos nuevas muertes en Babilonia y Maysan. Las autoridades iraquíes también anunciaron el cierre de la gobernación de Náyaf por una semana a los no residentes. 
Para el 10 de marzo, la cifra aumentó a 71 casos confirmados, ya que cuatro personas más estaban infectadas. Un total de 15 recuperaciones también fueron reportadas ese día por el Ministerio de Salud de Irak. 11 de los pacientes en Bagdad y cuatro en la Gobernación de Kirkuk se habían recuperado completamente de la infección. 
El octavo paciente falleció a causa de la enfermedad el 11 de marzo, que fue la primera muerte reportada en Gobernación de Kerbala. Para el 12 de marzo el Ministerio de Salud había registrado 79 casos. 
El 14 de marzo, dos pacientes más murieron, aumentando la tasa de mortalidad a 10, incluida la primera muerte de una pareja (que había viajado a Irán) en la Gobernación de Wasit. Más tarde, el Ministerio de Salud informó que hubo un total de 110 casos, con 26 recuperaciones. 
El 16 de marzo se informaron 6 recuperaciones. Hubo 9 recuperaciones el 17 de marzo. 
El 18 de marzo el número de muertos aumentó a 12 y se registraron 10 nuevos casos de 105 casos sospechosos. Se informó una nueva muerte en la gobernación de Basora. 5 de los nuevos casos vinieron de Bagdad. 
Al día siguiente, el número de casos aumentó a 192 con 28 casos nuevos, lo que marcó el mayor aumento en un solo día. También se anunciaron una nueva muerte y 8 recuperaciones. El 20 de marzo se confirmaron 208 casos positivos y se anunciaron cuatro nuevas muertes, lo que resultó en un total de 17 muertes. Se informaron 6 nuevos casos el 21 de marzo lo que significa que hubo un total de 214 casos positivos. 2 pacientes también se recuperaron ese día. 
El 22 de marzo, se confirmaron tres nuevas muertes en Bagdad. El número de muertos aumentó a 20. Hubo 6 nuevas recuperaciones. 
El 23 de marzo, se informaron tres muertes más y cinco recuperaciones y el número de casos aumentó a 266. El Ministerio de Salud iraquí anunció el primer caso en la Gobernación de Nínive, dejando a la Gobernación de Saladino como la única Gobernación iraquí sin ningún caso. 
El 24 de marzo, se registraron 50 nuevos casos. El Ministerio de Salud anunció que el número de recuperaciones había aumentado a 75 y el número de muertes había aumentado a 27. 
El 25 de marzo se anunciaron 30 casos nuevos y el número de recuperaciones aumentó a 89. Incluido, fue el primer caso reportado en la Gobernación de Saladino de una mujer en la ciudad de Ishaqi , lo que 'confirma la presencia del virus en las 19 provincias iraquíes por primera vez. 
El 26 de marzo, se notificaron 36 nuevos casos, así como 7 nuevas muertes y un total de 105 recuperaciones. El número de muertos aumentó a 36 muertes. 
El 27 de marzo, se informaron los primeros casos en las provincias de Halabja y Saladino, lo que significa que todas las Gobernaciones de Irak han sido infectadas por COVID-19. El número total de casos aumentó a 458, después de que 76 casos nuevos dieron positivo. El número de muertos también aumentó a 40, después de que se confirmaron cuatro nuevas muertes. El número de casos recuperados también aumentó a 122. 
El 28 de marzo, el número total de casos aumentó a 506, luego de que 48 casos nuevos dieron positivo. El número de muertos también aumentó a 42, después de que se confirmaron dos nuevas muertes. El número de casos recuperados también aumentó a 131. 
El 29 de marzo, el número total de casos aumentó a 547, después de que 41 casos nuevos dieron positivo. Por primera vez en una semana, el número de muertos no vio un aumento, ya que no se confirmaron muertes. El número de casos recuperados también aumentó a 143. 
El 30 de marzo, el número total de casos aumentó a 630, luego de que 48 casos nuevos dieron positivo. El número de muertos también aumentó a 46, después de que se confirmaron cuatro nuevas muertes. El número de casos recuperados también aumentó a 152. 
El 31 de marzo el número total de casos aumentó a 695, después de que 48 casos nuevos dieron positivo. El número de muertos alcanzó la marca de 50, después de que se confirmaron cuatro nuevas muertes. El número de casos recuperados también aumentó a 170. 

### Abril 2020
El 1 de abril, el número total de casos llegó a 728, con 33 casos nuevos. También se registraron dos nuevas muertes y 12 nuevas recuperaciones. 
El 2 de abril, la Comisión de Comunicaciones y Medios de Irak dijo que había prohibido a la agencia internacional de Reuters operar en el país durante tres meses por informar que el número de casos nuevos de coronavirus de la nación es mucho mayor que las cifras oficiales. Agregó que la agencia recibió una multa de $ 20,000 y pidió disculpas debido a la historia, que ha "puesto en riesgo la seguridad social". Se anunciaron 33 casos nuevos, lo que significa que el número total de casos aumentó a 772. El número de recuperaciones llegó a 202, mientras que se registraron dos nuevas muertes. 
El 3 de abril, el número de casos confirmados aumentó a 820, con 226 recuperaciones. No se confirmaron nuevas muertes en este mismo día. 
El 4 de abril, el número de casos confirmados aumentó a 878, con 259 recuperaciones. También se confirmaron 2 nuevas muertes el mismo día. 
El 5 de abril, el número de casos confirmados vio un aumento récord diario de 83 nuevos y, por lo tanto, 'el número total de casos aumentó a 961, con 279 recuperaciones totales. También se confirmaron 5 nuevas muertes el mismo día. El aumento significativo de casos se atribuyó tanto a la capital, Bagdad, que vio un aumento de 27 casos, como a la capital del KRG, Erbil, que vio un aumento de 18 casos. Los casos en Erbil se atribuyeron a una reunión fúnebre prohibida los días 21 y 23 de marzo, con investigaciones y pruebas en curso, el número continuará aumentando. 
El 6 de abril, el número de casos confirmados experimentó un aumento diario de 70 nuevos y el número total de casos aumentó a 1031, con 344 recuperaciones totales. También se confirmaron 3 nuevas muertes el mismo día.  La mayoría de esos casos, 41 en total, estaban en la capital del KRG de Erbil y 39 de ellos estaban relacionados con las reuniones funerarias prohibidas que se descubrieron el día anterior. Esto significó que un total de 71 de los 133 casos en Erbil se remontan a esa reunión. 
El 15 de abril, se registraron 15 casos nuevos, que fue el número más bajo de casos reportados en un solo día desde el 21 de marzo. El 16 de abril, se registraron 19 nuevos casos, así como la 80.ª fatalidad.

### Mayo de 2020
En el transcurso del mes, el número de casos aumentó a más de 6,000.

### Junio de 2020
En el transcurso del mes, el número de casos confirmados aumentó siete veces: de 6.868 el 1 de junio a 53.708 el 1 de julio. 

### Julio de 2020
El número de casos continuó creciendo exponencialmente. Para el 5 de julio, había más de 60,000 casos.
El 28 de julio, los casos de coronavirus superan los 112,585 casos y 4,458 muertes.

Número de casos (azul) y número de fallecidos (rojo) en una escala logarítmica.

## Impactos y respuesta del gobierno

### Toques de queda
El 13 de marzo, el gobierno regional kurdo impuso un toque de queda de dos días en Erbil y Sulaymaniyah, que luego evolucionó hasta convertirse en un cierre completo de toda la región del KRG el 4 de abril. Esto se debió a un aumento de los casos atribuidos a dos fúnebres. Este bloqueo significó que, aparte de algunas tiendas farmacéuticas seleccionadas que trabajaban a través de la entrega, todas las tiendas estarían cerradas y se prohibiría el movimiento (incluso caminar). 
Después de la primera muerte en Sheikh Saad, en la gobernación de Wasit, la ciudad fue bloqueada temporalmente después de que una pareja de ancianos muriera a causa del coronavirus el 14 de marzo. El 15 de marzo, se impuso un toque de queda de tres días en Karbala. 

### Educación
El KRG declaró el período del 26 de febrero al 10 de marzo como día festivo para todas las escuelas y jardines de infancia públicos y privados de la región de Kurdistán. Las universidades públicas y privadas estuvieron cerradas del 29 de febrero al 10 de marzo.  Este cierre continuó durante el resto del año académico y la mayoría comenzó el aprendizaje en línea. [ cita requerida ]
Las escuelas primarias, intermedias y secundarias tenían vacaciones de mitad de período desde el 16 de febrero; un feriado de dos semanas se extendió por una semana más y luego otra semana. El 18 de marzo, todas las escuelas y universidades de Bagdad se cerraron hasta nuevo aviso. 

### Restricciones de viaje
Irak cerró su frontera con Irán a fines de febrero y solo permitió que los ciudadanos iraquíes regresaran después de que se extendiera la pandemia en Irán . Entre el 8 y el 16 de marzo se suspendió el comercio con Kuwait .  En respuesta al brote en Irak, Jordania decidió restringir los viajes por tierra y aire con el país el 10 de marzo.  El 10 de marzo, el gobierno regional kurdo decidió cerrar su frontera con Irán desde el 16 de marzo hasta al menos abril. 
Irak prohibió los viajeros de Alemania y Catar a partir del 13 de marzo en un intento por detener la propagación de la enfermedad.  Los viajeros de China , Francia , Irán , Italia , Japón , Singapur , España , Corea del Sur y Tailandia también estaban en la lista de prohibidos.  El 15 de marzo, el gobierno anunció que se suspenderían todos los vuelos hacia y desde el aeropuerto de Bagdad entre el 17 y el 24 de marzo. El gobierno también impuso un toque de queda en la capital, Bagdad, durante el mismo período. 

### Problemas e impactos sociales
El 27 de febrero, se cerraron escuelas, universidades y cines en Bagdad , y se prohibieron hasta el 7 de marzo otras grandes reuniones públicas (incluidas las principales reuniones religiosas durante Rajab  ) en las ciudades. El miedo al contagio impidió a los dolientes enterrar a sus muertos en comunidades de todo Irak. 
Las reuniones religiosas fueron prohibidas el 13 de marzo en el gobierno regional kurdo , pero no se hicieron cumplir estrictamente hasta el 4 de abril, cuando se descubrió que dos reuniones funerarias el 21 y 23 de marzo fueron responsables de un tercio de todos los casos en la ciudad de Erbil .  El mismo día, el gobierno llegó a la noticia de otra reunión fúnebre ilegal en la cercana aldea de Daratu, lo que llevó a los Zerevani locales a tener que cerrar la aldea como resultado. 

### Tropas estadounidenses
El 20 de marzo de 2020, la Fuerza de Tarea Conjunta Combinada dirigida por Estados Unidos - Operación Inherente Resolución (CJTF-OIR) confirmó que ciertas tropas se retirarían de Irak debido a la pandemia.  Ese mismo día, el Comando Central de los Estados Unidos ordenó un "movimiento de parada" de 14 días para evitar que las tropas estadounidenses entraran o salieran de Irak y Afganistán debido a la pandemia.  El Estado Islámico de Irak y el Levante ha planeado aprovechar el vacío en el desierto sirio causado por la retirada acelerada de las tropas estadounidenses por el coronavirus.